# ルオンノタル (シベリウス)
『ルオンノタル』（Luonnotar） 作品70は、ジャン・シベリウスが1913年に作曲したソプラノと管弦楽のための交響詩。初演は1913年9月10日にイングランドのグロスターで行われたスリー・クワイアズ・フェスティバルで、ハーバート・ブリューワーの指揮、アイノ・アクテの独唱で行われ、曲はアクテに献呈された。1915年に作曲者自身によってピアノ伴奏版への編曲が行われている。
本作はフィンランドの神話に基づいており、詞は叙事詩『カレワラ』から採られている。『カレワラ』のはじめの部分から用いられているその内容はこの世の創造にまつわるものである。ルオンノタル、またはイルマタルは大自然の精霊であり、海の母である。シベリウスの母語はスウェーデン語であり、彼がそれまでに曲を付けた詞はほとんどがスウェーデン語であったため、フィンランド語の詞に作曲するのは比較的新しい試みであった。

## 概要
1894年、オペラのスケッチを行っていたシベリウスの頭にはルオンノタルの人物像があった。また、交響詩『ポホヨラの娘』の初期稿は『ルオンノタル』と呼ばれていた。作中に用いられることになった8小節のスケッチは1909年の5月には書かれていたものだが、本格的に総譜に取り組んだのは1913年の夏であり、交響曲第4番と第5番の間の時期にあたる。彼は8月24日にアクテへ総譜を郵送し、グロスターでの初演の1週間前であった9月3日に一緒にリハーサルを行っている。
フィンランド初演は1914年1月、アイノ・アクテの独唱、イェオリ・シュネーヴォイクトの指揮で行われた。
全曲の演奏時間は10分程度であるが、恐るべき挑戦となるため多くの歌手に避けられてきた。高音域のテッシトゥーラに加えて音域も広い。ソプラノに要求される音域は中央ハのすぐ下のロから2オクターヴ上の嬰ハに及ぶ。オクターヴ近くに及ぶ上下の跳躍が、時にひとつの単語の中に存在する。本作はしばしば次のように形容される：「悪魔のような演奏の難しさ」、「ソリストへの残酷な要求」、「独唱パートに課せられた冷酷な負担」などである。
世界初の商業録音は1969年のギネス・ジョーンズの独唱、アンタル・ドラティ指揮、ロンドン交響楽団によるものであった。

## 楽器編成
フルート2（ピッコロ持ち替え）、オーボエ2、クラリネット2（A）、バスクラリネット（B♭）、ファゴット2、ホルン4（F）、トランペット2（A）、トロンボーン3、ティンパニ4（2人の奏者が2つずつ）、ハープ2、弦五部。